# Learn to Love Again
Learn to Love Again – jest to czwarty singel brytyjskiej grupy muzycznej Lawson z ich debiutanckiego albumu studyjnego Chapman Square, wydany 1 lutego 2013 roku w Australii oraz 3 lutego w Wielkiej Brytanii. Twórcami tekstu są Rami, Carl Falk, Michel Zitron, Andy Brown, Eric Turner oraz Joakim Berg, a producentami Carl Falk i Remi.

## Teledysk
Teledysk miał swoją premierę 20 grudnia 2012 roku, a jego reżyserem jest Shane Drake. Klip przedstawia członków zespołu wykonujących utwór w pomieszczeniu, którego głównym źródłem światła są pochodnie wiszące na ścianach oraz trzymane przez niektórych ludzi w tańczącym tłumie. 

## Format wydania
Digital download - (EP)
1. "Learn to Love Again" – 3:24
2. "Hurts Like You" – 3:32 (Twórcy: Andy Brown, Ki Fitzgerald, Gary Clark)
3. "Learn to Love Again" (Acoustic) – 3:37
4. "Waterfall" (Acoustic) – 3:35

Digital download - Remixes EP
1. "Learn to Love Again" (Cutmore Radio Edit) – 3:27
2. "Learn to Love Again" (Cutmore Remix) – 3:28
3. "Learn to Love Again" (Cutmore Club Mix) - 5:13
4. "Learn to Love Again" (Noise Freakz Remix) - 6:08
5. "Learn to Love Again" (Noise Freakz Radio Edit) - 3:41
6. "Learn to Love Again" (Jump Smokers Radio Edit) - 3:44

## Pozycje na listach
| Lista                              | Najwyższa pozycja |
| ---------------------------------- | ----------------- |
| Irlandia (IRMA)                    | 50                |
| Szkocja (OCC)                      | 11                |
| Wielka Brytania (UK Singles Chart) | 13                |